# Vaca acostada
Vaca acostada es el nombre de dos pinturas al óleo creadas por Vincent van Gogh alrededor de 1882, cuando vivía en La Haya.
En el Catálogo razonado de 1970, con base en investigaciones de Jacob Baart de la Faille, las pinturas fueron fechadas en 1882. Jan Hulsker, sin embargo, siente que deben estar asociadas con su pintura de 1883 Vacas en el prado, conocida solo por una fotografía muy pobre, y en consecuencia las fechas como agosto de 1883, ejecutada poco antes de que van Gogh rompiera con su amante Sien Hoornik y se trasladara hacia Drenthe.

## Galería

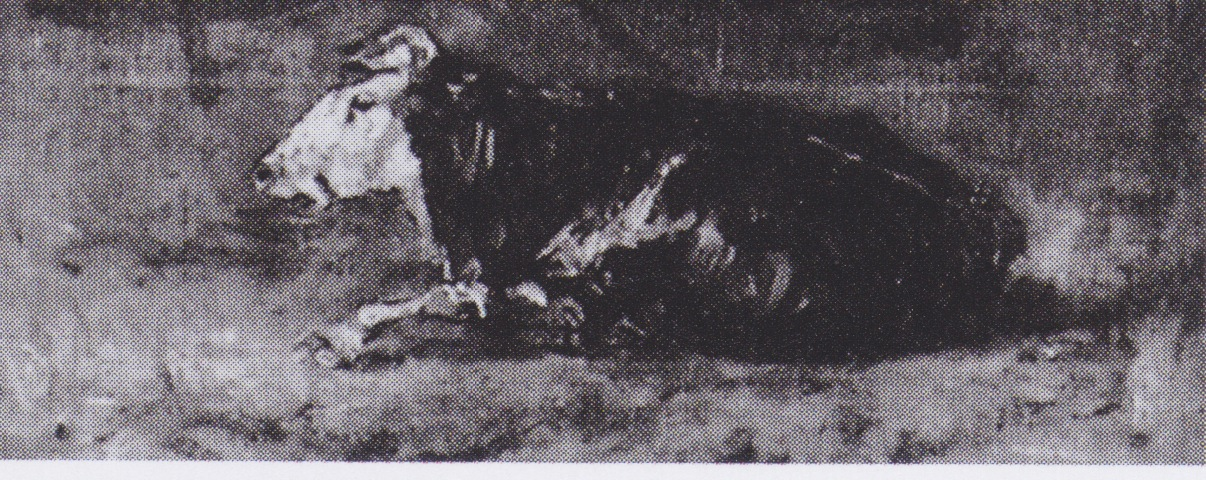
Vaca acostada, 1883, localización desconocida (F1c, JH389)